# تپه خاربالار ۱
تپه خاربالار ۱ مربوط به هزاره اول قبل از میلاد - دوره اشکانیان - دوره ساسانیان - سده‌های اولیه دوران‌های تاریخی پس از اسلام است و در شهرستان مراغه، بخش مرکز ی، دهستان سراجوی شمالی، ۲۰۰ متری روستای گل تپه واقع شده و این اثر در تاریخ ۲۷ اسفند ۱۳۸۶ با شمارهٔ ثبت ۲۲۷۳۵ به‌عنوان یکی از آثار ملی ایران به ثبت رسیده است.